# Zygonychidium gracile
Zygonychidium gracile – gatunek ważki z rodziny ważkowatych (Libellulidae); jedyny przedstawiciel rodzaju Zygonychidium. Stwierdzony jedynie nad rzeką Bandama, w okolicach miasta Korhogo, w północnej części Wybrzeża Kości Słoniowej (Afryka Zachodnia). Możliwe, że występuje też w innych krajach Afryki Zachodniej, ale jak dotąd nie ma stwierdzeń.